# Constantin al II-lea al Greciei
Constantin al II-lea (în greacă Κωνσταντῖνος Βʹ, Βασιλεὺς τῶν Ἑλλήνων, transliterat: Konstantínos Βʹ, Vasiléfs ton Ellínon; n. 2 iunie 1940, Atena, Regatul Greciei – d. 10 ianuarie 2023, Atena, Grecia) a fost rege al grecilor din 1964 până la abolirea monarhiei în 1973.
A fost al șaselea și ultimul monarh al Casei de Schleswig-Holstein-Sonderburg-Glücksburg. În Grecia i se spune ο τέως βασιλιάς („fostul rege”) referindu-se la el cu termenul peiorativ ο Τέως („fostul”) sau cu o Γκλύξμπουργκ („Glücksburg”). Cu toate acestea, în diaspora grecească, mai ales în Regatul Unit, unde regele Constantin își are reședința, și unde copiii săi au frecventat școli în limba greacă, el este încă numit ο βασιλιάς, sau „regele”.
Fiind descendent pe linie bărbătească al regelui Christian al IX-lea al Danemarcei și-a păstrat titlul de Prinț al Danemarcei, deși în urma revizuirilor constituționale ramura greacă a fost omisă de la succesiunea la tronul Danemarcei. Unii din susținătorii regelui îl numesc Constantin al XIII-lea , potrivit ideii că monarhia greacă este succesoarea celei bizantine, și regii Greciei ar trebui numerotați ca succesori ai împăraților bizantini.
Constantin a fost îndepărtat de la putere la 1 iunie 1973 de conducătorul juntei militare Georgios Papadopoulos care se proclamă președinte.